# ウラナラ氏
ウラナラ氏（満洲語:ᡠᠯᠠ
ᠨᠠᡵᠠ
ᡥᠠᠯᠠ, 転写: Ula Nara hala, 漢文：烏拉那拉氏または烏喇氏）は、満洲の著名な姓氏であるナラ氏の主要な分派の一つで、ウラ地方のナラ氏が名告ったことに始まる。

## 概要

### 発祥
ウラナラ氏は、満洲八大姓の一つに数えられる「ナラ氏」の主要な分派の一つで、ハダナラ氏、イェヘナラ氏、ホイファナラ氏とともに有名な四つのナラ氏の一角をなす。
ウラナラ氏の始祖は初代ウラ国主・ブヤンとされ、ブヤンはナラ氏始祖・ナチブルの昆孫にあたる。ナチブルが樹立した地方政権的国家のフルン･グルン (扈倫･国) がブヤンの祖父、父の代で瓦解すると、ブヤンはフルンの再興を目指してフルン都城の跡地にウラ・ホトン (烏拉･城) を築き、続いてウラ･グルン (烏拉･国) を樹立する。このウラ･グルンの一族がすなわちウラナラ氏である。
ウラ･グルンは初代のブヤンからブガン、マンタイ、ブジャンタイと４代続いたが、最終的にブジャンタイがマンジュ･グルン (満洲･国 ≒ 建州部) のヌルハチに敗れ、イェヘに逃れたことで消滅した。消滅した後のウラナラ氏一族や属民はことごとくマンジュに吸収され、後にヌルハチがマンジュを基にアイシン･グルン (後金) を樹立すると、新たに創設された八旗制度の中に組み込まれてゆく。

### 後裔
ヌルハチのマンジュとウラナラ氏の間には、ウラが滅びる以前から姻戚関係が結ばれ、清朝の中でも重要とされる多くの人物を出産している。マンタイの娘のアバハイ (大妃) はヌルハチに嫁いで、後にドルゴン三王を出産している。そのほか、マンタイの叔父・ボクドの娘は粛親王ホーゲを出産し、少し遡って五代目フルン国主・グデイ･ジュヤンの兄筋からは雍正帝が愛した孝敬憲皇后が輩出されている。
中華民国以後、ウラナラ氏は満姓から漢姓に切り替えていったが、多くは趙姓を名告り (→参照：「洪匡」)、他に相(xiàng)、那(nā)、桐、冮(gāng)を名告るものもいた。余談だが、ウラナラ氏および海西女直の研究をしている吉林師範大学客員教授の趙東昇氏は、末代ウラ国主・ブジャンタイの後裔とされる。
なお、ハダナラ氏は四代目フルン国主のドゥルギの弟筋から枝分かれした一族のため、ウラナラ氏とは宗族であるが、イェヘナラ氏は一説にはトゥメト部蒙古人がナラ氏に改姓した後、イェヘ地方に移徙してイェヘ地方ナラ氏を名告ったものとされ、同様にホイファナラ氏は東海女直 (野人女直) のイクデリ氏が改姓してホイファ地方ナラ氏を名告ったものである。
また、ナチブルの別脈はイハン (伊罕) 山に移居し、後にイラリ (伊拉理) 氏を形成する。

## 族譜
ナチブル：ナラ氏始祖。
- 子・ドルホチ。
  - 孫・ギヤマカ (giyamaka)：ドルホチの子。
    - 曾孫・ドゥルギ：ギヤマカの子。
      - 玄孫・エヘ･シャング：ドゥルギの長子。
        - 来孫：不詳。
          - 昆孫：不詳。
            - 仍孫・ボフチャ：エヘ･シャングの曾孫。
              - 雲孫・フィヤング：ボフチャの次子。
                - 八世孫 (名不詳)：清世宗孝敬憲皇后。

      - 玄孫・グデイ･ジュヤン：ドゥルギの子。
        - 来孫・タイラン (tairan)：グデイ･ジュヤンの子。
          - 昆孫・ブヤン：タイランの子。初代ウラ国主。ウラナラ氏始祖。
            - 仍孫・ブガン：ブヤンの子。二代ウラ国主。
              - 雲孫・マンタイ：ブガンの子。三代ウラ国主。
                - 八世孫・アバハイ：マンタイの娘。清太祖大妃。
                  - 九世孫・アイシンギョロ氏ドルゴン。

              - 雲孫・ブジャンタイ：マンタイの弟。四代 (末代) ウラ国主。
                - 八世孫・ホンコ：ブジャンタイの子。ウラ復興を図って決起したが失敗し自害。

    - 曾孫・スイトゥン (suitun)：ギヤマカの四子。
      - 玄孫・ケシネ：スイトゥンの子。
        - 来孫・チェチェム (cecemu)：ケシネの長子。
          - 昆孫・ワン (王台)：チェチェムの子。初代ハダ国主。ハダナラ氏始祖。

## 『八旗滿洲氏族通譜』

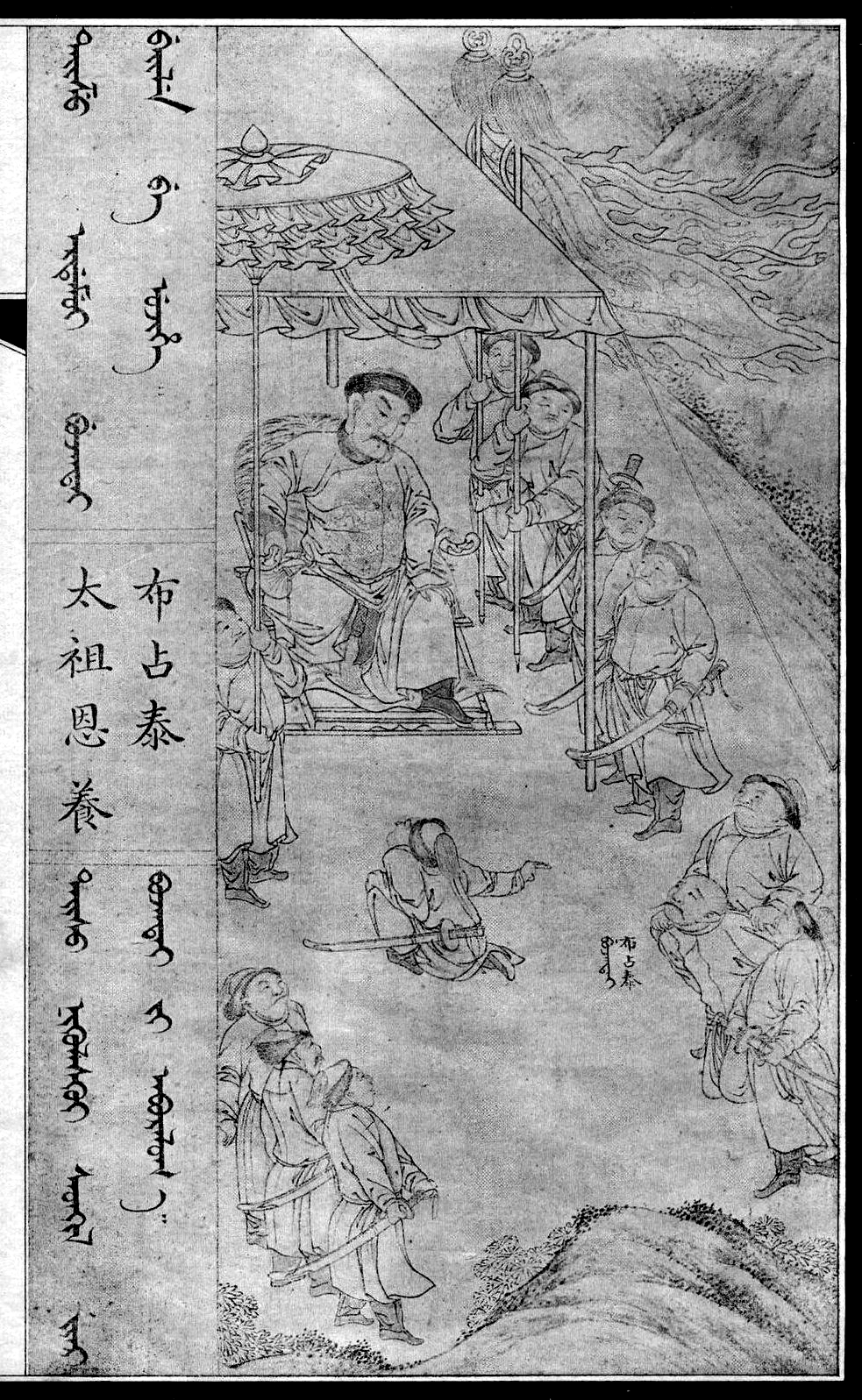
連行されたブジャンタイ (右下)

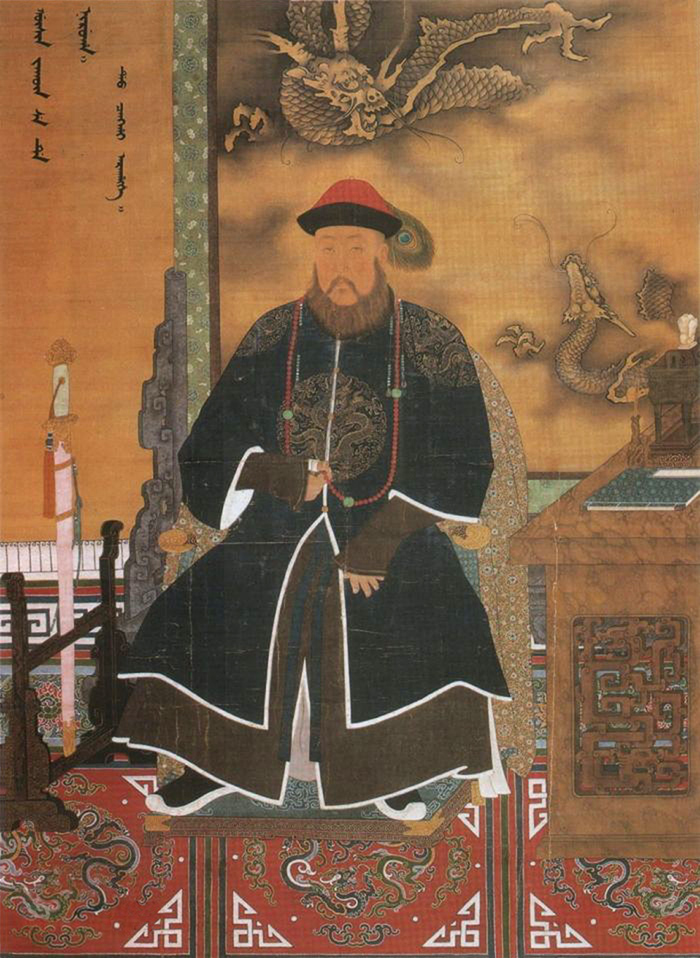
ドルゴン (マンタイの外孫)

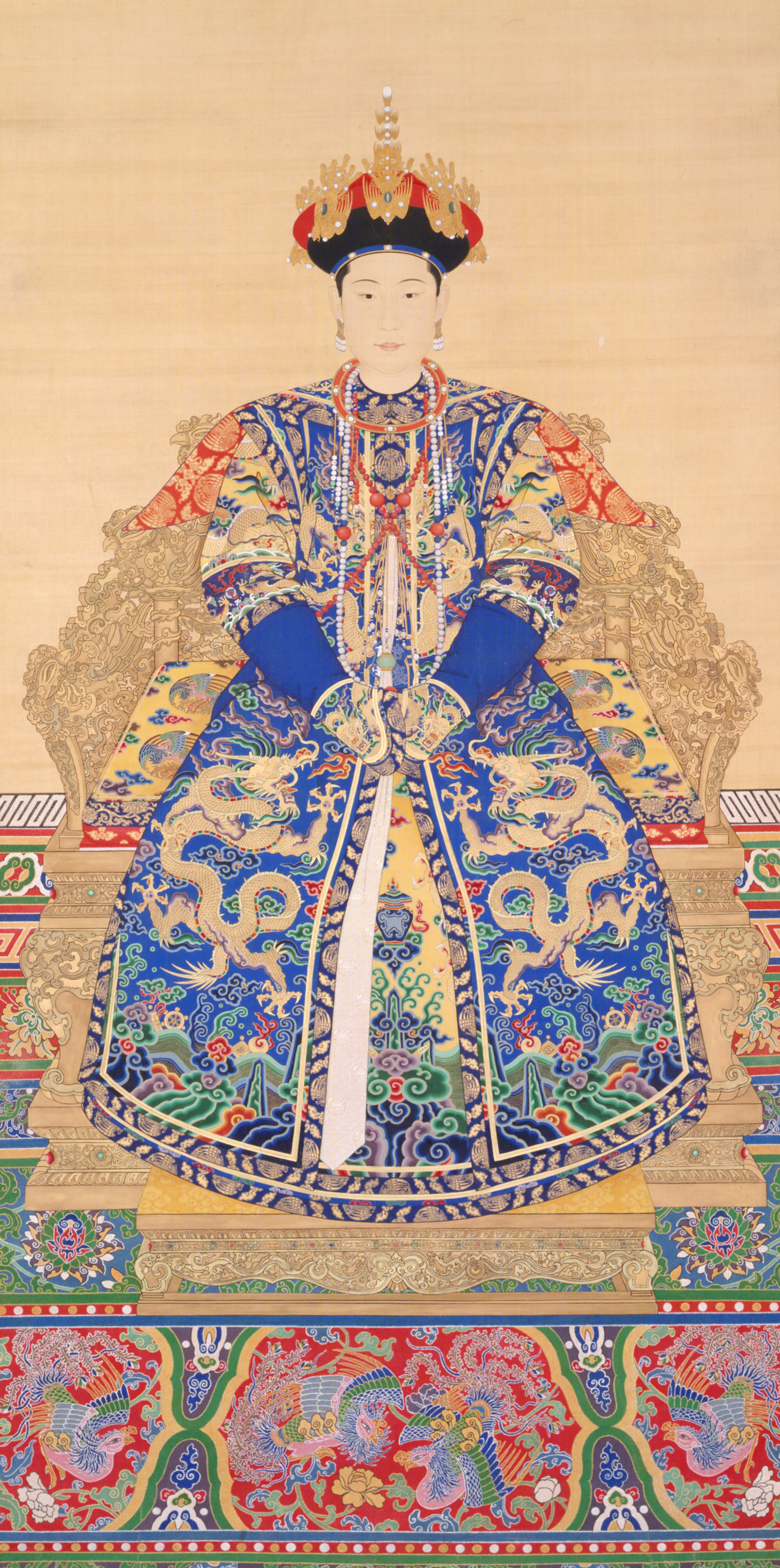
世宗孝敬憲皇后 (ボフチャの後裔)

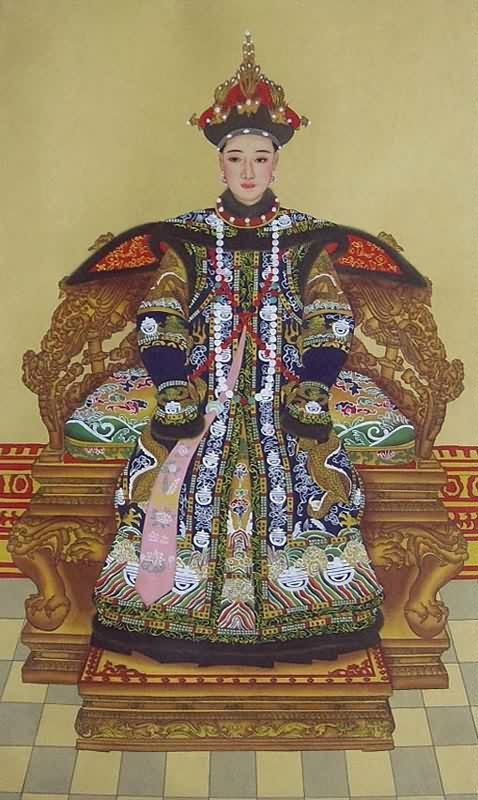
太宗継妃 (マンタイ従姉妹)

### 目録
『八旗滿洲氏族通譜』巻23「烏喇地方納喇氏」の目録に列挙されている人物 (代表者) は下記一覧の通り。原典では事績の遺る者と遺らない者とで大きくわけている為、ここではそれに従う。
有事績者：
以下の人物には基本的に事績が記録として遺っているが、一部例外もあり。『八旗滿洲氏族通譜』では特に細かい項目立てまではされていないが、ここでは便宜上、先祖ごとに分類した。なお、人物の紹介順序は原典に同じ。また、一部人物は別の記事にて紹介している為、ここでは参照先リンクの紹介に止める。
1) ブジャンタイの子孫
- ダルハン (達爾漢)：「ブジャンタイ (ウラナラ氏)」の子孫の項参照。

2) マンタイの子孫
- アブタイ (阿布泰)：「マンタイ (ウラナラ氏)」の子孫の項参照。

3) ブガンの子孫
- トゥダリ (図達理)：「ブガン (ウラナラ氏)」の子孫の項参照。

4) ブヤンの子孫
- ロサ (羅薩)：「ブヤン (ウラナラ氏)」の子孫の項参照。
- マンドゥブル (満都布禄)：「ブヤン (ウラナラ氏)」の子孫の項参照。
- チャンジュ (常住)：「ブヤン (ウラナラ氏)」の子孫の項参照。
- マンギャン･タイチ (莽鑒台斉)：「ブヤン (ウラナラ氏)」の子孫の項参照。
- モルホン (謨爾渾)：「ブヤン (ウラナラ氏)」の子孫の項参照。

5) グデイ･ジュヤンの子孫：
- ブハナ (布哈納)：「グデイ･ジュヤン」の子孫の項参照。
- カクシ (喀克錫)：「グデイ･ジュヤン」の子孫の項参照。
- アイングル (愛音榖魯）：「グデイ･ジュヤン」の子孫の項参照。

6) ドゥルギの子孫
- ボフチャ (博瑚察)：「ドゥルギ」の子孫の項参照。
- ナチン (nacin, 那秦)：「ドゥルギ」の子孫の項参照。
- アバイ (abai, 阿拝)：「ドゥルギ」の子孫の項参照。

7) 先祖不詳
- ノシ (nosi, 諾錫)：後述。
- ヤンギヌ (yangginu, 揚吉努)：後述。
- カラ (kara,喀喇)：後述。

無事績者：
以下の人物には基本的に事績が記録として遺っていない (人名と職名のみ)。『八旗滿洲氏族通譜』では、ヌルハチが樹立したアイシン･グルン (後金) あるいはその前身であるマンジュ･グルン (建州部/満洲国) への帰順時期ごと、及び隷属する旗ごとに分類している為、ここではそれに従う。
1) 後金初期
【鑲黄旗】アルタイ (artai, 阿爾泰)、ウンタイ (untai, 温泰)、マハ (maha, 瑪哈)、ヤンフ (yangfu, 揚福)。
【正白旗】フンガイ (hūnggai, 洪愛)、アランタイ (arantai, 阿蘭泰)、サムハ (samha, 薩穆哈)。
【正紅旗】リョードゥン (liyoodung, 遼東)。
【鑲白旗】アサン (asan, 阿山)、バイナ (baina, 拝那)、ランガリ (langgari, 郎阿理)、アルフ (arhū, 阿爾瑚)。
【鑲紅旗】チャハダイ (cahadai, 察哈岱)。
【正藍旗】チマク (cimaku, 斉瑪庫)、エリケン (eliken, 額礼肯)。
【鑲藍旗】フシハ (hūsiha, 瑚錫哈)、ジランタイ (jilantai, 済蘭太)。
2) 天聡年間
【鑲黄旗】ダイミン (daimin, 代敏)。
【正黄旗】カルカマ (karkama, 喀爾喀瑪)、ボジダ (bojida, 博済達)。
【鑲藍旗】ドゥンガ (dungga, 東阿)。
3) 帰順時期不明
【鑲黃旗】ナム (namu, 納穆)。
【鑲白旗】バムブタイ (bambutai, 班布泰)、アリン (alin, 阿林)、ギンタイ (gintai, 金泰)、ギュセ (giose, 九塞)、トーヅ (toodzi, 陶資)。
【鑲紅旗】デキネ (dekine, 徳奇訥)、フンタイ (funtai, 芬泰)。
【鑲藍旗】ナムダリ (namdari, 那穆達理)。
- - - - - 以下本編 - - - - -

### 有事績者

#### ノシ (諾錫)
ノシ (nosi, 諾錫)：ボーイ･ニャルマ。★
- 子・アハショセ (ahašose, 阿哈碩色)：ノシの子。ボーイ･ニルイ･ジャンギン (包衣佐領)[8]を務めた[7]。★
- 子：不詳。
  - 孫・ヤルタイ (yartai, 雅爾泰)：アハショセの実弟の子。員外郎を務めた[7]。★
    - 曾孫・ウルドゥン (urdun, 吳爾敦)：ヤルタイの子[7]。★
      - 玄孫・トゥンボーグイ (tungboogui, 同保貴)：ウルドゥンの子[7]。★

事績・栄典：
ノシ (諾錫) は、ウラ地方から帰順し、正藍旗包衣に編入された。帰順時期は不明。子のアハショセ (阿哈碩色) はボーイ･ニルイ･ジャンギンを務め、北京入城 (明清交替) 後、ホンタイジの治世下での功労が評価されて騎都尉を授与され、三度の優詔で二等軽車都尉に昇格した。死後、継嗣なく、実弟の子・ヤルタイ (雅爾泰) が襲職し、ヤルタイ死後はヤルタイの子・ウルドゥン (呉爾敦)、ウルドゥンの子・トゥンボーグイ (同保貴) が相継いで襲職した。

#### ヤンギヌ (揚吉努)
ヤンギヌ (yangginu, 揚吉努)：副都統を歴任した。★
- 子・ウンチャ (unca, 温察)：佐領を務めた。[10][9]★
  - 孫・ゲルテイ (gertei, 葛爾特)：ヤンギヌの孫。父不詳。郎中を務めた[11]。
  - 孫・ムチェンゲ (mucengge, 穆成額)：ヤンギヌの孫。父不詳。驍騎校を務めた[11]。
  - 孫・カルカマ (karkama, 喀爾喀瑪)：ヤンギヌの孫。父不詳。驍騎校を務めた[11]。
    - 曾孫・リサンガ (lisangga, 礼桑阿)：郎中を務めた[11]。
    - 曾孫・イサンガ (isangga, 伊桑阿)：ビトヘシを務めた[11]。
    - 曾孫・ヒフェネ (hifene, 希仏訥)：戸部尚書を務めた[11]。
    - 曾孫・ドナイ (donai, 多鼐)：御史を務めた[11]。
      - 玄孫・ヒンガン (hinggan, 興安)：中書を務めた[11]。
      - 玄孫・ドンゴロ (donggoro, 董鄂羅)：御史を務めた[11]。
      - 玄孫・ドポロ (doporo, 多頗羅)：ビトヘシを務めた[11]。
      - 玄孫・ゲジュンゲ (gejungge, 格中額)：員外郎を務めた[11]。
      - 玄孫・アシリ (asiri, 阿習礼)：護軍校を務めた[11]。
      - 玄孫・ヤンショウ (yangšeo, 揚綬)：歩軍副尉を務めた[11]。

ワンシ (wangši, 汪実)：ヤンギヌの実弟。
- 子：不詳。
  - 孫・バシ (baši, 巴什)：歩軍校を務めた[12]。

事績・栄典：
ヤンギヌ (揚吉努) はナラ氏の出身だが、幼時に父母を亡くして母方の伯叔の許に身を寄せた為、グヮルギャ氏 (瓜爾佳)を名告った。アイシン (後金) 初期にウラ地方から帰順して鑲藍旗に編入され、ニルを組織して子のウンチャ (温察) に統轄させた。

#### カラ (喀喇)
カラ (kara, 喀喇)：郎中を務め、佐領を兼任した。★
- 子・サナイ (sanai, 薩鼐)：郎中を務め、佐領を兼任した。[15]
  - 孫・オクジハ (okjiha, 鄂克済哈)：カラの孫。父不詳。八品官を務めた。[15]

事績・栄典：
カラ (喀喇) は、アイシン (後金) 初期にウラ地方から帰順し、正白旗に編入された。勅命を受けて初の満洲語の書籍を上梓したことにより、バクシ(称号) と騎都尉 (世職) を授与された。

### 無事績者

#### 1) 後金初期に帰順

##### 【鑲黄旗】

###### アルタイ (阿爾泰)
アルタイ (artai, 阿爾泰)：先祖不詳。前鋒校を務めた。
- 子・フィヤング (fiyanggū, 費揚古)[19][20]：内閣侍読学士を務めた。[18]
  - 孫・デンジュ (dengju, 登柱)：父不詳。主事を務めた。[18]
  - 孫・デンガイ (denggai, 登藹)：父不詳。三等侍衛を務めた。[18]
  - 孫・ユンタイ (yungtai, 永泰)：父不詳。驍騎校を務めた。[18]
    - 曾孫・ナチャン (nacang, 納常)：父不詳。員外郎を務めた。[18]
    - 曾孫・ナミン (namin, 納敏)：父不詳。陝西糧道を務めた。[18]

###### ウンタイ (温泰)
ウンタイ (untai, 温泰)：先祖不詳。前鋒参領を務めた。
- 子・ウルゲチェン (urgecen, 烏爾格陳)：驍騎校を務めた。[18]
- 子・レドゥンゲ (ledungge, 勒東額)：前鋒校を務めた。[18]
  - 孫・ムドゥ (mudu, 穆都)：父不詳。驍騎校を務めた。[18]
  - 孫・サンダセ (sandase, 三達色)：父不詳。驍騎校を務めた。[18]
    - 曾孫・ソルホド (solhodo, 索爾和多)：父不詳。驍騎校を務めた。[18]
    - 曾孫・シハナ (sihana, 西哈那)：父不詳。員外郎を務めた。[18]
      - 玄孫・ネリ (neri, 訥理)：父不詳。城門尉を務めた。[18]
      - 玄孫・ケシトゥ (kesitu, 克什図)：父不詳。護軍参領を務めた。[18]
      - 玄孫・ハルギン (hargin, 哈爾謹)：父不詳。員外郎を務めた。[18]
      - 玄孫・サイドゥ (saidu, 賽都)：父不詳。ビトヘシを務めた。[18]
      - 玄孫・ナルタイ (nartai, 納爾泰)：父不詳。看守倉庫官を務めた。[18]

###### マハ (瑪哈)
マハ（maha、瑪哈)：先祖不詳。護軍校を務めた。
- 子・サオダセ (saodase, 騷達色)：員外郎を務めた。[18]

###### ヤンフ (揚福)
ヤンフ (yangfu, 揚福)：先祖不詳。ボーイ･ニャルマ。
- 子：不詳。
  - 孫・ドギン (dogin, 多金)：父不詳。牧長を務めた。[18]
    - 曾孫・チャンハイ (canghai, 常海)：父不詳。ビトヘシを務めた。[18]

##### 【正白旗】

###### フンガイ (洪愛)
フンガイ (hūunggai, 洪愛)：先祖不詳。頭等侍衛を務めた。
- 子・サインダリ (saindari, 賽音達理)：頭等護衛を務めた。[21]
  - 孫・ダインダリ (daindari, 岱音達理)：父不詳。三等侍衛を務めた。[21]
  - 孫・ホソリ (hosori, 和索理)：父不詳。員外郎を務めた。[21]
    - 曾孫・ボージュ (booju, 保住)：父不詳。員外郎を務めた。[21]
    - 曾孫・シャンデ (šangde, 尚德)：父不詳。給事中を務めた。[21]
    - 曾孫・トゥンギナ (tunggina, 通吉那)：父不詳。鳴賛を務めた。[21]
    - 曾孫・ジュンデ (jiyūnde, 俊徳)：父不詳。七品ビトヘシを務めた。[21]
      - 玄孫・ボジ (boji, 博済)：父不詳。歩軍校を務めた。[21]
      - 玄孫・リャンミン (liyangming, 亮明)：父不詳。天文生。[21]

###### アランタイ (阿蘭泰)
アランタイ (arantai, 阿蘭泰)：先祖不詳。驍騎校を務めた。
- 子：不詳。
  - 孫・グワムボー (guwamboo, 官保)：父不詳。驍騎校を務めた。[21]
    - 曾孫：不詳。
      - 玄孫・セブシンゲ (sebsingge, 色普星額)：父不詳。ビトヘシを務めた。[21]

###### サムハ (薩穆哈)
サムハ (samha, 薩穆哈)：先祖不詳。ボーイ･ニャルマ。
- 子・ダハタ (dahata, 達哈塔)：内管領を務めた。[21]
  - 孫・ヘイダセ (heidase, 赫達色)：父不詳。内管領を務めた。[21]
    - 曾孫・ヒフェ (hife, 希仏)：父不詳。司胙官を務めた。[21]
    - 曾孫・アクチュ (akcu, 阿克楚)：父不詳。内管領を務めた。[21]
    - 曾孫・ウダチャン (udacan, 呉達禅)：父不詳。内管領を務めた。[21]
    - 曾孫・グワンフ (guwangfu, 広福)：父不詳。膳房総領を務めた。[21]
      - 玄孫・サンゲ (sangge, 桑格)：父不詳。郎中を務めた。[21]
      - 玄孫・チシチ (cišici, 七十七)：父不詳。司庫を務めた。[21]
      - 玄孫・アルタイ (artai, 阿爾泰)：父不詳。委署護軍参領を務めた。[21]
      - 玄孫・ウゲ (uge, 五格)：父不詳。ビトヘシを務めた。[21]

ウダブ (udabu, 呉達布)：サムハ (薩穆哈) の実弟。
- 子：不詳。
  - 孫・ウンタイ (untai, 文泰)：ウダブの孫。父不詳。歩軍校を務めた。[21]
  - 孫・レヘデ (lehede, 勒赫徳)：ウダブの孫。父不詳。司胙官を務めた。[21]
    - 曾孫：不詳。
      - 玄孫・チシ (ciši, 斉什)：ウダブの玄孫。父不詳。ビトヘシを務めた。[21]
        - 来孫・アリン (alin, 阿林)：ウダブの玄孫。父不詳。ビトヘシを務めた。[21]
        - 来孫・フォボー (foboo, 仏保)：ウダブの玄孫。父不詳。守備を務めた。[21]

##### 【正紅旗】

###### リョードゥン (遼東)
リョードゥン (遼東, liyoodung)：先祖不詳。
- 子：不詳。
  - 孫・ナルトゥ (nartu, 納爾図)：護軍校を務めた。[22]

##### 【鑲白旗】

###### アサン (阿山)
アサン (asan, 阿山)：先祖不詳。正黄旗より鑲白旗に転属した。
- 子：不詳。
  - 孫：不詳。
    - 曾孫・ヘシトゥ (hesitu, 赫錫図)：父不詳。四品典儀を務めた。[23]
      - 玄孫・フチャン (fucang, 富昌)：父不詳。佐領を務めた。[23]

###### バイナ (拝那)
バイナ (baina, 拝那)：先祖不詳。正黄旗より鑲白旗に転属した。
- 子：不詳。
  - 孫・イミスン (imisun, 伊密遜)：父不詳。ビトヘシを務めた。[23]
    - 曾孫・ウシタイ (ušitai, 呉世泰)：父不詳。主事を務めた。[23]

###### ランガリ (郎阿理)
ランガリ (langgari, 郎阿理)：先祖不詳。鑲黄旗より鑲白旗に転属した。
- 子：不詳。
  - 孫・エルビネ (elbine, 額爾璧訥)：父不詳。驍騎校を務めた。[23]

###### アルフ (阿爾瑚)
アルフ (arhū, 阿爾瑚)：先祖不詳。
- 子：不詳。
  - 孫：不詳。
    - 曾孫・フジュ (hūju, 瑚珠)：父不詳。驍騎校を務めた。[23]

##### 【鑲紅旗】

###### チャハダイ (察哈岱)
チャハダイ (cahadai, 察哈岱)：先祖不詳。
- 子・タタク (tatakū, 塔他庫)：驍騎校を務めた。[24]
  - 孫・ダハンタイ (dahantai, 達漢泰)：父不詳。驍騎校を務めた。[24]

##### 【正蓝旗】

###### チマク (斉瑪庫)
チマク (cimaku, 斉瑪庫)：先祖不詳。
- 子・ラハ (laha, 拉哈)：鳴賛を務めた。[25]
  - 孫・ビサンガ (bisangga, 璧桑阿)：父不詳。城門尉を務めた。[25]
  - 孫・ナランガ (narangga, 納朗阿)：父不詳。驍騎校を務めた。[25]
    - 曾孫・ジャンボージュ (jangbooju, 章保住)：父不詳。護軍校を務めた。[25]
    - 曾孫・ベヒ (behi, 博喜)：父不詳。護軍校を務めた。[25]
      - 玄孫・チシチ (cišici, 七十七)：父不詳。御史を務めた。[25]
      - 玄孫・サンシェムボー (sanšemboo, 三神保)：父不詳。防禦を務めた。[25]
      - 玄孫・ワルダ (walda, 瓦爾達)：父不詳。驍騎校を務めた。[25]
        - 来孫・フルドゥン (fuldun, 福爾敦)：父不詳。二等護衛を務めた。[25]
        - 来孫・ソクジハ (sokjiha, 索克濟哈)：父不詳。二等護衛を務めた。[25]

###### エリケン (額礼肯)
エリケン (eliken, 額礼肯)：先祖不詳。
- 子：不詳。
  - 孫：不詳。
    - 曾孫・ワルダ (walda, 瓦爾達)：父不詳。驍騎校を務めた。[25]
    - 曾孫・ウチャン (ucan, 武禅)：父不詳。護軍校を務めた。[25]
      - 玄孫・マルサイ (marsai, 瑪爾賽)：父不詳。護軍校を務めた。[25]
        - 来孫・バンタイ (bantai, 班泰)：父不詳。鳴賛を務めた。[25]
          - 昆孫・ウルキン (urkin, 呉爾勤)：父不詳。護軍校を務めた。[25]

##### 【鑲藍旗】

###### フシハ (瑚錫哈)
フシハ (hūsiha, 瑚錫哈)：先祖不詳。
- 子・ベルゲン (bergen, 栢爾根)：防禦を務めた。[26]
  - 孫・ムルタイ (murtai, 穆爾泰)：父不詳。佐領を務めた。[26]

###### ジランタイ (済蘭太)
ジランタイ (jilantai, 済蘭太)：先祖不詳。
- 子・マラ (mala, 瑪拉)：ビトヘシを務めた。[26]
  - 孫・ワルダ (walda, 瓦爾達)：父不詳。護軍校を務めた。[26]

#### 2) 天聡年間に帰順

##### 【鑲黄旗】

###### ダイミン (代敏)
ダイミン (daimin, 代敏)：ボーイ･ニャルマ。牧長を務めた。
- 子・チシバ (cišiba, 七十八)：膳房總領を務めた。
- 子・クワハイ (kūwahai, 夸海)：護軍校を務めた。
  - 孫・ゲルブ (gerbu, 格爾布)：父不詳。牧長を務めた。
  - 孫・シデ (šide, 石徳)：父不詳。侍衛署叅領を務めた。
    - 曾孫・ウェヘ (wehe, 倭赫)：父不詳。司庫を務めた。
    - 曾孫・フシタ (hūšita, 瑚什塔)：父不詳。護軍校を務めた。
      - 玄孫・ジュンシェムボー (jungšemboo, 衆神保)：父不詳。三等侍衛を務めた。
      - 玄孫・エルゲ (elge, 二格)：父不詳。内管領を務めた。
        - 来孫・エルギエン (elgiyen, 額爾錦)：父不詳。員外郎を務めた。

##### 【正黄旗】

###### カルカマ (喀爾喀瑪)
＊カルカマ (karkama, 喀爾喀瑪) の子孫は「ブヤン (ウラナラ氏)」の子孫の項参照。
　＊タイフィカ (taifika, 台費喀) の子孫は「グデイ･ジュヤン」の子孫の項参照。
　＊グセン･サングル (gusen sangguru, 固森桑古魯) の子孫は「ドゥルギ」の子孫の項参照。

###### ボジダ (博済達)
ボジダ (bojida, 博済達)：先祖不詳。
- 子・ジュンナイ (jungnai, 鍾鼐)：牧長を務めた。
  - 孫・ソホン (sohon, 索渾)：父不詳。内管領を務めた。
  - 孫・サンゲヅ (sanggedzi, 桑格梓)：父不詳。司胙官を務めた。
    - 曾孫・ライボー (laiboo, 賚保)：父不詳。ビトヘシを務めた。
    - 曾孫・ヘイセ (heise, 赫色)：父不詳。内副管領を務めた。
    - 曾孫・ソジュ (soju, 索柱)：父不詳。内管領を務めた。
    - 曾孫・ゴリイ (g'olii, 郭礼)：父不詳。内管領を務めた。
      - 玄孫・マルハン (marhan, 瑪爾漢)：父不詳。司庫を務めた。

##### 【鑲藍旗】

###### ドゥンガ (東阿)
＊ドゥンガ（dungga, 東阿) の子孫は「ブジャンタイ (ウラナラ氏)」の子孫の項参照。
尚、ドゥンガ (ブジャンタイの七子) の一族の者として以下の人物が紹介されているが、父不詳のため、ドゥンガとの続柄も不詳。従ってひとまづここで紹介する。中国語の「族○」という表現は「一族の◯世代の人」の意。「族侄(＝甥)」なら、実兄弟の子ではなく、それよりも遠い侄(＝甥)世代の族人の意。
- - - - -
- エルジトゥ (eljitu, 額爾済図)：ドゥンガの族甥。父不詳。佐領を務めた。
- ジンチャン (jincang, 晋常)：ドゥンガの族甥。父不詳。二等護衛を務めた。
  - ナチンガ (nacingga, 納清阿)：ドゥンガの族孫。父不詳。二等護衛を務めた。
  - ナミンガ (namingga, 納明阿)：ドゥンガの族孫。父不詳。護軍校を務めた。
    - エルデンゲ (eldengge, 額爾登莪)：ドゥンガの族曾孫。父不詳。六品のボーイ･ダ (包衣大＝管領) を務めた。

- - - - -

#### 3) 帰順時期不明

##### 【鑲黄旗】

###### ナム (納穆)
ナム (namu, 納穆)：ボーイ･ニャルマ。
- 子・ナンダイ (nandai, 南岱)：牧長を務めた。[27]
  - 孫・ナスハ (nasha, 納思哈)：父不詳。ビトヘシを務めた。[27]

##### 【鑲白旗】

###### バムブタイ (班布泰)
バムブタイ (bambtai, 班布泰)：ボーイ･ニャルマ。正白旗より鑲白旗に転属した。
- 子・ニャハン (niyahan, 尼雅漢)：牧長を務めた。[28]
- 子・サルパ (sarpa, 薩爾帕)：三等護衛を務めた。[28]
  - 孫・ベギン (beging, 栢景)：父不詳。頭等護衛を務めた。[28]
  - 孫・ルドゥリ (luduri, 魯都理)：父不詳。頭等護衛を務めた。[28]
    - 曾孫・ホーシャン (hoošan, 浩善)：父不詳。頭等護衛を務めた。[28]

###### アリン (阿林)
アリン (alin, 阿林)：先祖不詳。膳房総領を務めた。正白旗より鑲白旗に転属した。イェヘ地方の正黄旗ボーイ･ニャルマ のナランタイ (narantai, 納蘭泰) とは同一族。
- 子：不詳。
  - 孫・ガダフン (gadahūn, 噶達渾)：父不詳。牧長を務めた。[28]
    - 曾孫：不詳。
      - 玄孫・ショセ (šose, 碩色)：父不詳。四品典儀を務め、包衣参領を兼任した。[28]
      - 玄孫・ナヤンタイ (nayantai, 納衍太)：父不詳。五品官を務めた。[28]
        - 来孫・セクジンゲ (sekjingge, 色克精額)：父不詳。八品官を務めた。　[28]

###### ギンタイ (金泰)
ギンタイ (gintai, 金泰)：先祖不詳。正白旗より鑲白旗に転属した。
- 子：不詳。
  - 孫・チャンショウ (cangšeo, 常綬)：父不詳。八品官を務めた。[28]
    - 曾孫・ヘショセ (hešose, 赫碩色)：父不詳。司庫を務めた。[28]
      - 玄孫・キエラムボー (kiyelamboo, 伽藍保)：父不詳。鳴賛を務めた。[28]

###### ギュセ (九塞)
ギュセ (giose, 九塞)：先祖不詳。正白旗より鑲白旗に転属した。
- 子：不詳。
  - 孫・サルタイ (sartai, 薩爾泰)：父不詳。ボーイ･ダ (包衣大＝管領) を務めた。[28]
    - 曾孫・アクドゥン (akdun, 阿克敦)：父不詳。八品官を務めた。[28]

###### トーヅ (陶資)
トーヅ (toodzi, 陶資)：先祖不詳。正白旗より鑲白旗に転属した。
- 子：不詳。
  - 孫：不詳。
    - 曾孫・ソジュ (soju, 索柱)：父不詳。牧長を務めた。[28]

##### 【鑲紅旗】

###### デキネ (徳奇訥)
デキネ (dekine, 徳奇訥)：先祖不詳。
- 子：不詳。
  - 孫：不詳。
    - 曾孫・ウシバ (ušiba, 五十八)：父不詳。佐領を務めた。[29]
    - 曾孫・フシバ (hūšiba, 瑚什巴)：父不詳。頭等護衛を務めた。[29]
    - 曾孫・マブ (mabu, 瑪布)：父不詳。頭等護衛を務めた。[29]
    - 曾孫・ワルダ (walda, 瓦爾達)：父不詳。郎中を務めた。[29]
    - 曾孫・ヤルブ (yarbu, 雅爾布)：父不詳。護軍校を務めた。[29]
    - 曾孫・ヤンデ (yangde, 揚徳)：父不詳。護軍校を務めた。[29]
    - 曾孫・サムボー (samboo, 三保)：父不詳。驍騎校を務めた。[29]
      - 玄孫・フォボー (foboo, 仏保)：父不詳。佐領を務めた。[29]
      - 玄孫・レキ (leki, 勒啓)：父不詳。郎中を務めた。[29]
      - 玄孫・ヤセブ (yasebu, 雅色布)：父不詳。二等護衛を務めた。[29]
      - 玄孫・バル (balu, 巴禄)：父不詳。二等護衛を務めた。[29]
      - 玄孫・イリブ (ilibu, 伊礼布)：父不詳。三等護衛を務めた。[29]
      - 玄孫・オミシャン (omišan, 鄂密善)：父不詳。歩軍校を務めた。[29]
      - 玄孫・シャルフダイ (šarhūdai, 沙爾瑚岱)：父不詳。城門尉を務めた。[29]
      - 玄孫・チャンボー (cangboo, 常保)：父不詳。防禦を務めた。[29]
      - 玄孫・アムボー (amboo, 安保)：父不詳。歩軍校を務めた。[29]
        - 来孫・ヤンヅン (yangdzung, 揚宗)：父不詳。護軍校を務めた。[29]
        - 来孫・キフン (kifung, 奇封)：父不詳。典儀を務めた。[29]
        - 来孫・ミンデ (minde, 明徳)：父不詳。典儀を務めた。[29]
          - 昆孫・イェンゲネ (yenggene, 英格訥)：父不詳。佐領を務めた。[29]
          - 昆孫・イェンゲブ (yenggebu, 英格布)：父不詳。驍騎校を務めた。[29]
          - 昆孫・チャンヅァイ (cangdzai, 常在)：父不詳。護軍校を務めた。[29]
          - 昆孫・ナシャン (našan, 納善)：父不詳。ビトヘシを務めた。[29]
            - 仍孫・フライ (fulai, 福来)：父不詳。護軍校を務めた。[29]

###### フンタイ (芬泰)
フンタイ (funtai, 芬泰)：ボーイ･ニャルマ。ボーイ･ニルイ･ジャンギン (包衣佐領) を務めた。
- 子・グワンジュ (guwangju, 広柱)：ビトヘシを務めた。[29]
- 子・チェンジュ (cengju, 成柱)：親軍校を務めた。ボーイ･ニャルマ から満洲旗に転属した。[29][30]

##### 【鑲藍旗】

###### ナムダリ (那穆達理)
ナムダリ (namdari, 那穆達理)：先祖不詳。
- 子：不詳。
  - 孫・ウルハナ (urhana, 武爾哈納)：員外郎を務めた。

## 参照

### 史籍
- 弘昼(愛新覚羅氏), 鄂尔泰(西林覚羅氏), 福敏(富察氏),徐元夢 (舒穆祿氏)『八旗滿洲氏族通譜』四庫全書, 1744 (漢文)
- オルタイ (鄂尔泰)『han i araha jakūn gūsai manjusai hala be uheri ejehe bithe』(欽定八旗氏族通譜) 1745 (満文)
- 趙爾巽, 他100余名『清史稿』清史館, 1928 (漢文) ＊中華書局版

### 研究書
- 趙東昇『扈伦研究』1989 (中国語)
- 趙力『满族姓氏寻根词典』遼寧民族出版社, 2012 (中国語) ＊维基百科からの引用のため詳細不明。

### 論文
- 『日本大学史学会 史叢』巻78, 綿貫哲郎「『世職根源冊』からみた清初の降清漢人」
- 『社会科学战线』2008年第2期, 趙東昇「我的家族与“满族说部”」(中国語)